# Mohamed Boualem Khouni
Mohamed Boualem Khouni. (Beokhalfa Tizi Ouzou, Argelia, 15 de marzo de 1969). Ciudadano argelino, perteneciente al Grupo Salafista para la Predicación y el Combate, antiguo integrante del Grupo Islámico Armado que fue detenido el 25 de septiembre de 2001 a petición del gobierno belga en Almería acusado de pertenencia a una organización terrorista y preparación de atentados en Italia. Posteriormente, en mayo de 2002 fue puesto el libertad por la Audiencia Nacional de España tras ser retirada la petición de extradición y no encontrarse indicios de delito en España. Más tarde fue detenido por orden de la misma Audiencia en Canals, provincia de Valencia en noviembre de 2004 por pertenencia a un grupo terrorista y estar en proceso de preparación de atentados en España, siendo discutida su participación en los que se cometieron en Madrid en 2004.